# Søren Toft
Søren Toft (født 23. november 1971 i Vestjylland, opvokset i Vestjylland og på Fyn, nu bosat i København) er en dansk forfatter. Søren Toft debuterede som skønlitterær forfatter i 2003 med novellesamlingen Ilmarch, der består af seks noveller, som alle både har en helt almindelig realisme, og som samtidig overskrider denne i surreel eller i farceagtig retning. I 2006 udkom romanen Den elektriske nattergal, der er en roman om kærlighed og electronica, grønne cykelbude og en særlig robotfugl. Om livet i de døde ting. I 2014 udkom romanen De tørstige.

## Udgivelser
- Ilmarch, Samleren 2003, Søren Toft
- Den elektriske nattergal, Samleren 2006, Søren Toft
- De tørstige, Samleren 2014, Søren Toft

## Bidrag til antologier
- Nordlys 5, Gyldendal 2003
- Nye øjne at se med, Dansklærerforeningen, 2006
- Andre verdener, Science Fiction Cirklen, 2013

## Hjemmeside
Søren Toft – Info, kontakt og CV Arkiveret 16. september 2017 hos  Wayback Machine